# Кай Лерхен
Кай Лерхен (нім. Kai Lerchen; 27 квітня 1911, Іст-Лондон — 14 квітня 1942, Атлантичний океан) — німецький офіцер-підводник, капітан-лейтенант крігсмаріне.

## Біографія
1 квітня 1933 року вступив на флот. З серпня 1939 року — 3-й артилерійський офіцер на важкому крейсері «Адмірал Гіппер». В червні-жовтні 1941 року пройшов курс підводника. З жовтня 1941 року — вахтовий офіцер на підводному човні U-85. В грудні пройшов курс командира підводника. З 21 грудня 1941 року — командир U-252. 30 березня 1942 року вийшов у свій перший і останній похід. 9 квітня потопив норвезький торговий пароплав Fanefjeld водотоннажністю 1355 тонн, який перевозив сіль; всі 24 члени екіпажу загинули. 14 квітня U-252 був потоплений в Північній Атлантиці південно-західніше Ірландії (47°00′ пн. ш. 18°14′ зх. д.) глибинними бомбами британського шлюпа «Сторк» і корвета «Ветч». Всі 44 члени екіпажу загинули.

## Звання
- Кандидат в офіцери (1 квітня 1933)
- Морський кадет (23 вересня 1933)
- Фенріх-цур-зее (1 липня 1934)
- Оберфенріх-цур-зее (1 квітня 1936)
- Лейтенант-цур-зее (1 жовтня 1936)
- Оберлейтенант-цур-зее (1 січня 1938)
- Капітан-лейтенант (1 квітня 1941)

## Нагороди
- Медаль «За вислугу років у Вермахті» 4-го класу (4 роки)